# 그런지

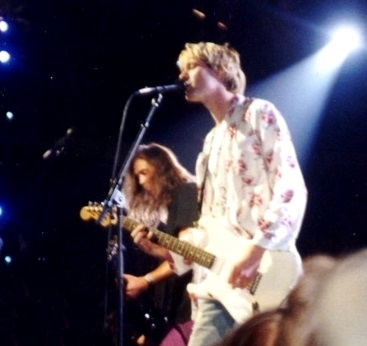

그런지(grunge)는 얼터너티브 록의 한 음악장르이며, 1980년대 중반 워싱턴주의 시애틀에서 비롯되었다. 대표적인 밴드로 너바나, 펄 잼, 사운드가든, 앨리스 인 체인스 등이 있다.

## 같이 보기
- 라이엇 걸